# Mesosa inaequalipennis
Mesosa inaequalipennis là một loài bọ cánh cứng trong họ Cerambycidae.